# Grimpa-soques pintat
El grimpa-soques pintat (Xiphorhynchus lachrymosus) és una espècie d'ocell de la família dels furnàrids (Furnariidae).

## Hàbitat i distribució
Habita la selva humida, clars i manglars de les t Terres baixes de l'est de Nicaragua, Costa Rica, Panamà, oest i nord de Colòmbia i nord-oest de l'Equador.